# マウント・ロイヤル・フニクラー鉄道

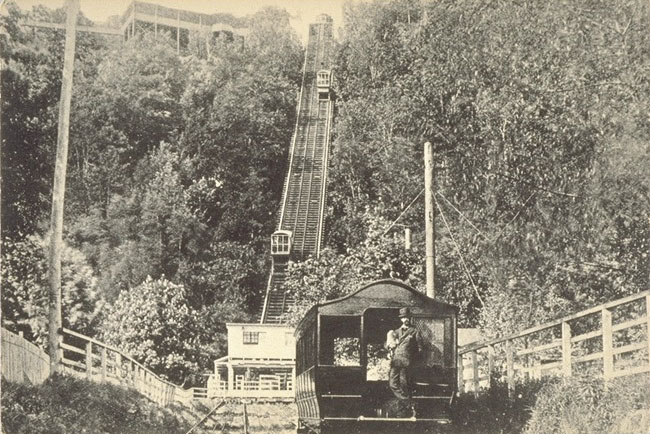
背後の傾斜区間にある車両と、前面の平地にある車両が対照的な、絵葉書の構図。

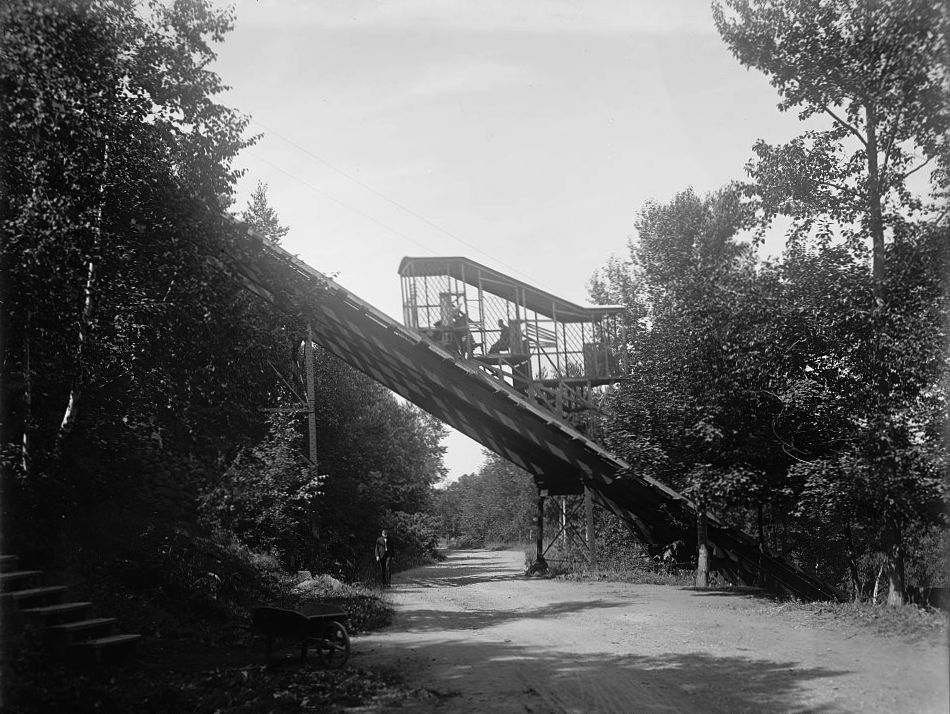
マウント・ロイヤル（モン・ロワイヤル）公園の歩道を渡っているフニクラー。

マウント・ロイヤル・フニクラー鉄道（マウントロイヤルフニクラーてつどう、英: Mount Royal Funicular Railway）、またはフニクレール・デゥ・モン・ロワイヤル（仏: Funiculaire du mont Royal）は、かつて1884年から1918年にかけて、カナダケベック州モントリオール市のマウント・ロイヤル（モン・ロワイヤル）公園にて運行されていたフニクラー鉄道である。
マウンテン・パーク・フニクラー鉄道（マウンテンパークフニクラーてつどう、英: Mountain Park Funicular Railway）、およびマウント・ロイヤル・エレベーター（英: Mount Royal Elevator）としても知られている。
当鉄道は、現在のジョルジュ＝エティエンヌ・カルティエ・モニュメント近くにあった切符販売所から山麓の乗換駅まで、旅行者を運搬する平地区間から成っており、乗換駅では乗客がフニクラーの車両に乗車していた。
両区間とも、ケーブルによる車両牽引とともに蒸気駆動であった。
正式開業の1年前となる1884年に、当フニクラーの開通式が行われている。
乗り物の初期費用として、大人用5セント、子供用3セントの運賃が掛かっていた。
当鉄道は、東面のマウント・ロイヤル（モン・ロワイヤル）山頂へと訪問者を輸送していた。
1918年に、当鉄道が構造的に安全ではないと公表および閉鎖され、そして1920年に解体された。